# Cerro Obí
El Cerro Obí es un montículo ubicado en el centro este del Departamento de Paraguarí, República del Paraguay, a once kilómetros al suroeste del centro de la ciudad de La Colmena. Pertenece al grupo de cerros de la Cordillera de Ybycuí.

## Ubicación
25°55′44″S 56°56′10″O / -25.92889, -56.93611
- Datos: Q5763155